# Palazzo Caracciolo di Oppido
Il palazzo Caracciolo di Oppido è un palazzo monumentale di Napoli, ubicato in via Carbonara.
L'edificio risale al XV secolo e nel Seicento fu donato alla Santissima Annunziata; il palazzo divenne così la sede del Conservatorio dei SS. Cuori di Gesù e Maria, affidato alla direzione dei padri somaschi.
Nel XIX secolo i frati vennero espulsi e l'immobile passò alle suore del SS. Cuore, che vi restarono fino al 1870.
Non ha notevoli segni di decorazioni architettoniche, ma ha una notevole facciata proporzionata ripartita in due piani più il pianterreno con un semplice portale. Nell'interno c'è un cortile sorretto da pilastri di piperno e ha nel retro un bel giardino con aranci.
Attualmente ospita l'Istituto Bovio-Colletta.